# Siamenská univerzita
Siamenská univerzita (čínsky v českém přepisu Sia-men ta-süe, pchin-jinem Xiàmén Dàxué, znaky zjednodušené 厦门大学, tradiční 廈門大學) je univerzita v Sia-menu v provincii Fu-ťien v Čínské lidové republice. Založil ji v roce 1915 čínský filantrop Tan Kah Kee, ale její správu později svěřil státu a k roku 2019 spadá pod ministerstvo školství Čínské lidové republiky. Dříve byla známa jako Amoyská univerzita, neboť Sia-men byl dříve označován Amoy.
Univerzita je součástí Projektu 211.
Hlavní kampus univerzity leží v městském obvodě S’-ming v jižní části ostrova Sia-men.
Významní absolventi:
- Čchen Ťing-žun (1933–1996) – matematik, číselný teoretik
- Čang Kao-li (*1946) – vrcholný politik, v letech 2013–2018 vicepremiér Čínské lidové republiky